# Skrzydłowarg górski
Skrzydłowarg górski (Pterinochilus raygabrieli) – gatunek pająka z rodziny ptasznikowatych. Zamieszkuje Afrykę Wschodnią.

## Taksonomia
Gatunek ten opisany został po raz pierwszy w 2009 roku przez Richarda C. Gallona na łamach „Bulletin of the British Arachnological Society”. Jako lokalizację typową wskazano górę Thata w Kenii. Epitet gatunkowy nadano na cześć arachnologa, Raya Gabriela.

## Morfologia
Holotypowy samiec ma ciało długości 24,9 mm przy prosomie długości 11,5 mm i szerokości 8,6 mm.
Karapaks jest niski, bladożółtobrązowy z ciemniejszą maską wokół wzgórka ocznego i wyraźnymi, rozchodzącymi się promieniście paskami z dłuższych, jasnych szczecinek. Jamkę ma głęboką i poprzeczną. Szczękoczułki mają od 10 do 11 zębów na przedniej krawędzi bruzdy. Na tylno-bocznej powierzchni szczękoczułka leży skopula z dobrze wykształconych szczecinek pierzastych o funkcji strydulacyjnej, współpracująca z niepodzieloną skopulą podobnych szczecinek na przednio-bocznej powierzchni krętarza nogogłaszczka. Kuspuli na wardze dolnej jest około 75, podczas gdy na szczękach około 120. Sternum jest brązowe, ciemniejsze od wierzchu prosomy. Odnóża są żółtobrązowe z brązowymi spodami bioder i krętarzy. Wszystkie pary stóp oraz nadstopia pary od pierwszej do trzeciej mają pełne skopule, natomiast na nadstopiach pary ostatniej skopule podzielone są wzdłużnym pasmem usztywnionych szczecinek. U samca goleń odnóża pierwszej pary ma hak zbudowany z krótkiej apofizy prowentralnej dystalnej, zaopatrzonej w długi, zakrzywiony i przednio-brzusznie sterczący kolec. Samcze nadstopie pierwszej pary jest łukowato wygięte w widoku grzbietowym, a udo trzeciej pary nienabrzmiałe.
Opistosoma (odwłok) jest bladożółtobrązowa, z wierzchu ze słabo zaznaczonym ciemniejszym wzorem, od spodu z jaśniejszymi pokrywami płuc książkowych. Tylna para kądziołków przędnych ma palcowate człony wierzchołkowe.
Nogogłaszczek samca ma nasadowo-brzusznie wydętą goleń oraz bulbus o gruszkowatym tegulum. Embolus jest gruby, wydłużony, w wierzchołkowej ⅓ zakrzywiony, na przektoju nieregularny. Wyposażony jest w cztery kile: słabo wykształcone prolateralny górny i wierzchołkowy oraz lepiej rozwinięte prolateralny dolny i prolateralny dodatkowy. Kile nie są w pełni widoczne w widoku prolateralnym.

## Ekologia i występowanie
Pająk przypuszczalnie tworzący schronienia pod powierzchnią gruntu.
Gatunek afrotropikalny, znany z Kenii i Etiopii; w tej pierwszej z miejsca typowego, w tej drugiej z wybrzeży jeziora Chamo.